# Critérios de divisibilidade
Critérios de divisibilidade são regras que permitem verificar se o número inteiro é divisor de um outro número inteiro , baseando-se em propriedades da sua representação decimal.
Um número inteiro é divisível por um inteiro (diferente de 0) .
A seguir estão apresentados critérios de divisibilidade (regras práticas) para números inteiros de 1 até 12, representados em sua forma decimal. Outros números naturais maiores que 12 também têm regras de divisibilidade, mas em geral pouco práticas.

## Divisibilidade por 0
Nenhum número é divisível por 0.

## Divisibilidade por 1
Todo número natural é divisível por 1.

## Divisibilidade por 2
Todo número par é divisível por 2.
Exemplos:
- 247 → O último algarismo é o 7 (ímpar e não-divisível por 2).
- 5.040 → O último algarismo é o 0 (par e divisível por 2).
- 193.758 → O último algarismo é o 8 (par e divisível por 2).

## Divisibilidade por 3
Um número é divisível por 3 quando a soma dos valores absolutos de seus algarismos resultar em um número divisível por 3. O resto será o mesmo que o deixado na divisão da soma dos valores absolutos do número por 3.
Exemplos:
- 51 → 5 + 1 = 6
- 101 → 1 + 0 + 1 = 2
- 234 → 2 + 3 + 4 = 9
- 7.851 → 7 + 8 + 5 + 1 = 21 → 2 + 1 = 3
- 9.631 → 9 + 6 + 3 + 1 = 19 → 1 + 9 = 10 → 1 + 0 = 1
- 998.877.665.544 → 9 + 9 + 8 + 8 + 7 + 7 + 6 + 6 + 5 + 5 + 4 + 4 = 78 → 7 + 8 = 15 → 1 + 5 = 6

## Divisibilidade por 4
Um número é divisível por 4 quando o último algarismo somado com o dobro do penúltimo resultar em 0 ou um número divisível por 4:
Exemplos:
- 48 → 8+2*4=16
- 538 → 8+2*3=14
- 1.300 → 0+2*0=0
- 50.096 → 6+2*9=24
- 987.656.498.735.138.728 → 8+2*2=12
- 69.843.232.120.022.466.843.213.213.578.775 → 5+2*7=19

## Divisibilidade por 5
Todo número com último algarismo 0 ou 5 é divisível por 5.
Exemplos:
- 60
- 123
- 9.385
- 1.234.567.890
- 987.654.321.987.321

## Divisibilidade por 6
Um número é divisível por 6 quando for divisível por 2 e por 3 ao mesmo tempo, ou seja, o número deve ser par e a soma de seus algarismos deve ser divisível por 3.
Exemplos:
- 61 → Número ímpar.
- 102 → Número par e 1 + 0 + 2 = 3
- 234 → Número par e 2 + 3 + 4 = 9
- 7.851 → Número ímpar.
- 9.634 → Número par e 9 + 6 + 3 + 4 = 22 → 2 + 2 = 4
- 998.877.665.544 → Número par e 9 + 9 + 8 + 8 + 7 + 7 + 6 + 6 + 5 + 5 + 4 + 4 = 78 → 7 + 8 = 15 → 1 + 5 = 6

## Divisibilidade por 7
Um número é divisível por 7 quando a diferença do dobro do último algarismo para o número sem esse último algarismo resulta em um número divisível por 7
Exemplo: 41909 é divisível por 7 conforme podemos conferir:
- 9+9=18 → 4190-18=4172
- 2+2=4 → 417-4=413
- 3+3=6 → 41-6=35 que dividido por 7 é igual a 5.

É possível testar a divisibilidade por 7 com a ajuda de outro método.
Verifique a série alternada das classes de 3 algarismos. Ou seja, coloque um sinal positivo à esquerda da primeira classe, e vá colocando sinais alternados entre as classes até terminar. Se o resultado dessa série for 0 ou algum múltiplo (positivo ou negativo) de 7, então o número inicial é divisível por 7.
Alguns exemplos práticos facilitarão a compreensão do método:
- 8.015 → +8 - 15 = -7
- 99.911 → +99 - 911 = -812 → 81 - 2*2 = 77
- 7.654.321 → +7 - 654 + 321 = -326 → 32-6*2 = 20
- 9.505.317.276 → +9 - 505 + 317 - 276 = -455 → 45 - 2*5 = 35

### Prova
Qualquer número natural pode ser escrito como {\displaystyle \sum _{k=0}^{n}a_{k}\times {(1000)}^{k}}, onde {\displaystyle a_{k}} representa uma classe de 3 algarismos. Por exemplo, para o número {\displaystyle 12345}, temos que {\displaystyle a_{0}=345} e {\displaystyle a_{1}=12}. A demonstração é idêntica à prova do critério de divisibilidade por {\displaystyle 11} deste artigo, mas considerando que {\displaystyle 1000=1001-1} e que {\displaystyle 1001} é múltiplo de {\displaystyle 7}. 
Por essa razão, esse algoritmo das séries alternadas de 3 algarismos também serve para verificar a divisibilidade por qualquer um dos divisores primos de {\displaystyle 1001}, ou seja, os números {\displaystyle 7}, {\displaystyle 11} e {\displaystyle 13}.

## Divisibilidade por 8
Um número é divisível por 8 quando o último algarismo somado com o dobro do penúltimo e o quádruplo do ante-penúltimo resulta em 0 ou um número divisível por 8
Exemplos:
- 10.840 → 0+2*4+4*8=40
- 15.000 → 0+2*0+4*0=0
- 49.736 → 6+2*3+4*7=40

Outro critério: Um número é divisível por 8 se os últimos três algarismos formarem um número divisível por 8.
Ao analisar os três últimos algarismos, forme um número com os algarismos da centena e dezena e subtraia por um múltiplo de 8 conhecido (isto é: 08, 16, 24, 32, 40, 48, 56, 64, 72, 80, 88 ou 96) e mais próximo o possível do número formado. 
Exemplo: 
- 3.784 → 78 - 72 = 6, assim precisaríamos analisar apenas 64, que é múltiplo de 8.

## Divisibilidade por 9
Um número é divisível por 9 quando a soma dos valores absolutos de seus algarismos resulta em um número divisível por 9.
Exemplos:
- 72 → 7 + 2 = 9
- 1.494 → 1 + 4 + 9 + 4 = 18 → 1 + 8 = 9
- 581.472 → 5 + 8 + 1 + 4 + 7 + 2 = 27 → 2 + 7 = 9

## Divisibilidade por 10
Todo número com último algarismo 0 é divisível por 10.
Exemplos:
- 80
- 455
- 1.230
- 5.000
- 5.487
- 15.340
- 9.876.543.210

## Divisibilidade por 11
Um número é divisível por 11 caso a diferença entre o último algarismo (o algarismo da unidade) e o número formado pelos demais algarismos, de forma sucessiva até que reste um número com dois algarismos, resultar em um múltiplo de 11. Como a regra mais imediata, todas as dezenas duplas (11, 22, 33, 44, etc.) são múltiplos de 11.
- 286 → 28 - 6 = 22 → 22 (por ser uma dezena dupla) é múltiplo de 11
- 1331 → 133 - 1 = 132 → 13 - 2 = 11
- 14641 → 1464 - 1 = 1463 → 146 - 3 = 143 → 14 - 3 = 11
- 24350 → 2435 - 0 = 2435 → 243 - 5 = 238 → 23 - 8 = 15 → não é múltiplo de 11

Temos ainda outro método: Coloca-se sinais alternados entre os algarismos, começando com o sinal positivo. Se o resultado da série for múltiplo de 11 (incluindo o zero) então o número é divisível por 11
- 94186565 → +9 - 4 + 1 - 8 + 6 - 5 + 6 - 5 = 0
- 56568143 → +5 - 6 + 5 - 6 + 8 - 1 + 4 - 3 = 6

Ou então se a soma dos algarismos de posições pares e a soma dos algarismos de posições ímpares tiverem o mesmo resto da divisão por onze, então o número tomado é divisível por onze.
- 4611686018427387901307445734561825860123058430092136939501844674407370955160 → {\displaystyle 168\equiv 146{\pmod {11}}}
- 4611686018427387903307445734561825860223058430092136939511844674407370955161 → {\displaystyle 171\not \equiv 148{\pmod {11}}}

### Prova
Qualquer número natural pode ser representado como {\displaystyle \sum _{k=0}^{n}a_{k}\times 10^{k}=\sum _{k=0}^{n}a_{k}\times {(11-1)}^{k}}, onde {\displaystyle a_{0}} é o algarismo das unidades e o número possui {\displaystyle n+1} algarismos no sistema decimal de numeração. No desenvolvimento de {\displaystyle a_{k}\times {(11-1)}^{k}} pelo Binómio de Newton, observa-se que {\displaystyle a_{k}\times {(11-1)}^{k}=a_{k}\times \left(\sum _{p=0}^{k}{k \choose p}11^{k-p}\times {(-1)}^{p}\right)}. 
Essa soma pode ser reordenada colocando-se de um lado os fatores de 11 da forma {\displaystyle 11^{k-p}}, onde {\displaystyle k>p} e, do outro, a soma dos números da forma {\displaystyle a_{p}\times {(-1)}^{p}} (caso em que {\displaystyle k=p}). Se {\displaystyle p} for par, então {\displaystyle a_{p}\times {(-1)}^{p}} será positivo e {\displaystyle p+1} será ímpar, resultando em {\displaystyle a_{p+1}\times {(-1)}^{p+1}} negativo. Se essa soma {\displaystyle \sum _{k=0}^{n}a_{k}\times {(-1)}^{k}} for divisível por {\displaystyle 11}, então {\displaystyle \sum _{k=0}^{n}a_{k}\times 10^{k}} também o é.

## Divisibilidade por 12
Um número é divisível por 12 caso também seja divisível por 3 e por 4.
- 756 = 756:3 = 252; 756:4 = 189; 756:12 = 63
- 672 = 6+7+2=15; 15:3 = 5; 7 é ímpar e 2 é o último número; 672:12 = 56

## Divisibilidade por 13
Um número é divisível por 13 quando a soma do quadruplo do último algarismo para o número sem esse último algarismo resulta em um número divisível por 13
Exemplo: 5096 é divisível por 13 conforme podemos conferir:
- 6*4=24 509+24=533
- 3*4=12 53+12=65
- 5*4=20 6+20=26 que dividido por 13 é igual a 2.

É possível testar a divisibilidade por 13 com a ajuda de outro método. Verifique a série alternada das classes de 3 algarismos. Ou seja, coloque um sinal positivo à esquerda da primeira classe, e vá colocando sinais alternados entre as classes até terminar. Se o resultado dessa série for 0 ou algum múltiplo (positivo ou negativo) de 13, então o número inicial é divisível por 13.
Alguns exemplos práticos facilitarão a compreensão do método:
- 23.075 → +23 - 75 = -52 → 5 + 2*4 = 13
- 161.200 → +161 - 200 = -39
- 34.819.200 → +34 - 819 + 200 = -585 → 58 + 5*4 = 78 → 7 + 8*4 = 39
- 25.965.349.956 → +25 - 965 + 349 - 956 = -1547 → 154 + 7*4 = 182 → 18 + 2*4 = 26

## Divisibilidade por 17
Para saber se um número é divisível por 17: multiplica-se o último algarismo por 5, em seguida subtrai-se o restante do número pelo produto obtido anteriormente - sem o algarismo que se utilizou para multiplicar por 5.
- 19074 → 4 x 5 = 20 → 1907 - 20 = 1887 → 7 x 5 = 35 → 188 - 35 = 153 → 3 x 5 = 15 → 15 - 15 = 0
- 221 → 1 x 5 = 5 → 22 - 5 = 17
- 238 → 8 x 5 = 40 → 23 - 40 = -17

Outra forma de verificar a divisibilidade por 17 é separando o número em classes de 3, 3 e 2 algarismos, respectivamente, da direita para a esquerda, e calculando a combinação linear dessa sequência de classes da direita para a esquerda com pesos seguindo a sequência 1, -3, -8, -1, 3 e 8.
Ex: 2293600806515470 é divisível por 17?
Primeiramente, separamos o número em classes de 3, 3 e 2 algarismos, respectivamente, da direita para a esquerda:
22.936.008.06.515.470
Em seguida, multiplicamos as classes da direita para a esquerda pela sequência 1, -3, -8, -1, 3 e 8:
470*1 = 470
515*(-3) = -1545
6*(-8) = -48
8*(-1) = -8
936*3 = 2808 
22*8 = 176
E finalmente, somamos os produtos obtidos:
470-1545-48-8+2808+176 = 1853
Repetimos o processo com o 1853:
1.853
853*1 = 853
1*(-3) = -3
853-3 = 850 

## Divisibilidade por 19
Um número é divisível por 19 quando a soma do dobro do último algarismo para o número sem esse último algarismo resulta em um número divisível por 19
Exemplo: 9234 é divisível por 19 conforme podemos conferir:
- 4*2=8 923+8=931
- 1*2=2 93+2=95
- 5*2=10 9+10=19

### Prova
Qualquer número natural pode ser representado na forma {\displaystyle 10a+b}, onde {\displaystyle a} e {\displaystyle b} são números inteiros e positivos. Sendo {\displaystyle b} o seu último algarismo e {\displaystyle a} o número sem esse último algarismo, temos que {\displaystyle 10a+b+9\cdot (2b+a)=19\cdot (a+b)}. Como {\displaystyle 19\cdot (a+b)} é múltiplo de {\displaystyle 19}, então se {\displaystyle 2b+a} for múltiplo de {\displaystyle 19}, então {\displaystyle 10a+b} também o será. Veja que, para um número suficientemente grande, esse critério pode não ser viável.

## Divisibilidade por 20
Todo número com último algarismo 0 e o penúltimo algarismo par é divisível por 20.
Exemplos:
- 40
- 190
- 330
- 600
- 1.280
- 5.370
- 8.520

## Divisibilidade por 23
Um número é divisível por 23 quando a soma do último algarismo multiplicado por 7 para o número sem esse último algarismo resulta em um número divisível por 23
Exemplo: 10488 é divisível por 23 conforme podemos conferir:
- 8*7=56 1048+56=1104
- 4*7=28 110+28=138
- 8*7=56 13+56=69 que dividido por 23 é igual a 3.

## Divisibilidade por 25
Todo número com os dois últimos algarismos 00, 25, 50 ou 75 é divisível por 25.
- 275 → 75
- 3825 → 25

## Divisibilidade por 29
Um número é divisível por 29 quando a soma do triplo do último algarismo para o número sem esse último algarismo resulta em um número divisível por 29
Exemplo: 25056 é divisível por 29 conforme podemos conferir:
- 6*3=18 2505+18=2523
- 3*3=9 252+9=261
- 1*3=3 26+3=29

## Divisibilidade por 31
Um número é divisível por 31 quando a diferença do triplo do último algarismo para o número sem esse último algarismo resulta em um número divisível por 31
Exemplo: 58590 é divisível por 31 conforme podemos conferir:
- 0*3=0 5859-0=5859
- 9*3=27 585-27=558
- 8*3=24 55-24=31

## Outros critérios de divisibilidade

### Potências de 2
Um número é divisível por {\displaystyle 2^{N}} quando seus últimos N algarismos forem 0 ou divisíveis por {\displaystyle 2^{N}.} Alguns exemplos:
- Divisibilidade por 16: ({\displaystyle 2^{4}}) quando os últimos quatro algarismos forem 0 ou divisíveis por 16;
- Divisibilidade por 32: ({\displaystyle 2^{5}}) quando os últimos cinco algarismos forem 0 ou divisíveis por 32;
- Divisibilidade por 64: ({\displaystyle 2^{6}}) quando os últimos seis algarismos forem 0 ou divisíveis por 64.

### Números compostos com fatores primos entre si
Um número será divisível por outro número nessas condições caso seja divisível também por cada um dos fatores que o compõem. Alguns exemplos:
- Divisibilidade por 14: quando é divisível por 7 e por 2 (7 x 2 = 14);
- Divisibilidade por 15: quando é divisível por 3 e por 5 (3 x 5 = 15);
- Divisibilidade por 24: quando é divisível por 3 e por 8 (3 x 8 = 24);
- Divisibilidade por 35: quando é divisível por 7 e por 5 (7 x 5 = 35);
- Divisibilidade por 50: quando é divisível por 2 e por 25 (2 x 25 = 50).

Entretanto, a regra não pode ser aplicada para números compostos de fatores múltiplos um do outro, como 16 (8 x 2) uma vez que todo múltiplo de 8 também é múltiplo de 2.

## Divisibilidade por potências de 10
- Divisibilidade por 10: quando, como dito anteriormente, terminar em 0
- Divisibilidade por 100: quando é terminado em 00
- Divisibilidade por 1000: quando é terminado em 000, e assim por diante.